# Administració i direcció d'empreses
Administració i direcció d'empreses és la llicenciatura universitària que té com a matèria d'estudi l'Administració d'empreses. Els temes que cobreix aquesta llicenciatura van des de l'economia general i el dret mercantil, fins a les principals àrees funcionals de la gestió empresarial com les finances, mercadotècnia (màrqueting), recursos humans, operacions, estratègia empresarial, etc.
Actualment existeixen en la majoria dels països els anomenats MBA (Master in Business Administration) on s'aprofundeix sobre aquests coneixements i on s'imparteix formació de Postgrau en totes les àrees relatives a la ciència administrativa.
A Catalunya les principals escoles que imparteixen un MBA són:
- ESADE
- IESE
- EADA
- La Salle
- Escola d'Administració d'Empreses (EAE)
- UPF
- EUNCET, escola Universitaria de Caixa Terrassa
- Online Business School